# Визенталь, Симон
Симо́н Визента́ль (нем. Simon Wiesenthal, 31 декабря 1908, Бучач, Австро-Венгрия, ныне в Тернопольской области Украины — 20 сентября 2005, Вена, Австрия) — австрийский архитектор и общественный деятель, «охотник за нацистами».

## Довоенные годы
Симон Визенталь родился в Бучаче, Королевство Галиции и Лодомерии, Австро-Венгрия (ныне — Тернопольская область Украины), в еврейской семье. Его отец Ашер Визенталь покинул Российскую империю в 1905 году из-за еврейских погромов, был призван на действительную военную службу в начале Первой мировой войны и погиб на Восточном фронте в 1915 году.
Симон и его брат посещали Гуманистическую гимназию в Бучаче, где занятия велись на польском языке. С интересом к искусству и рисованию Визенталь избрал изучение архитектуры. Его первым выбором было поступление во Львовский политехнический институт, но ему отказали, поскольку еврейская квота уже была заполнена. В итоге он окончил Чешский технический университет в Праге в 1932 году, после чего жил во Львове, работал архитектором. Во время учёбы он спроектировал туберкулёзный санаторий и несколько жилых зданий, был активистом студенческой сионистской организации и писал для сатирической газеты. Некоторое время провёл в Одессе.

## Вторая мировая война

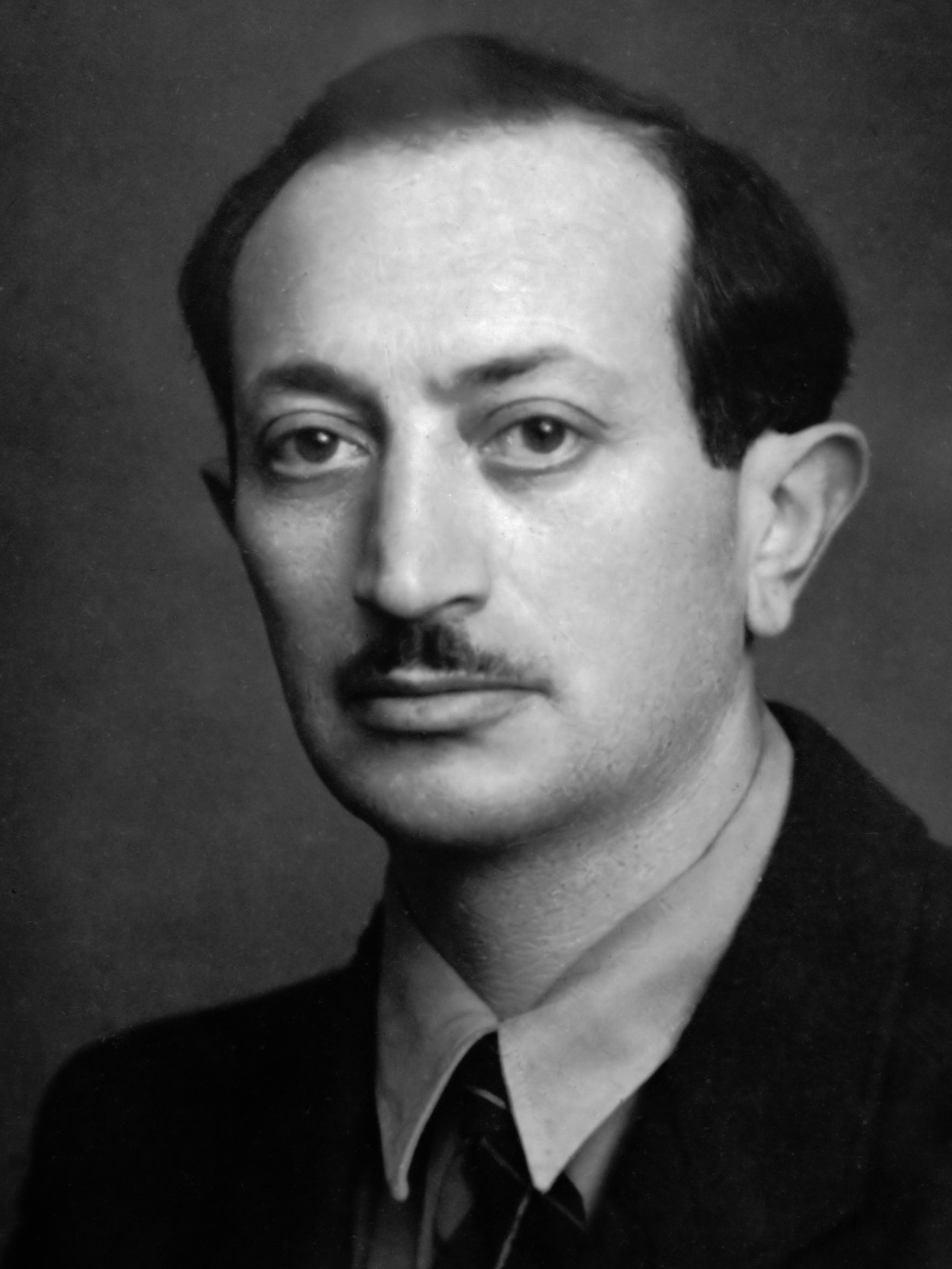
Симон Визенталь во время войны

После вторжения Германии в Советский Союз в 1941 году Визенталь был арестован в июле солдатами батальона «Нахтигаль». В своих воспоминаниях Визенталь рассказывает, как он был арестован 6 июля, но спасен от казни своим бывшим бригадиром по фамилии Боднар, ставшим членом украинской вспомогательной полиции. В конце 1941 года Визенталь и его жена были переведены в Яновский концентрационный лагерь и принуждены работать на железнодорожных ремонтных работах (в том числе зарисовывать звёзды на захваченных советских локомотивах свастиками).
Тогда он уже работал с польской организацией сопротивления (Визенталь передавал подполью дополнительную информацию о железных дорогах и подчас даже оружие для Армии Крайовой). Он использовал эти связи для спасения своей жены Цили, чтобы она избежала депортации и смогла бежать в Варшаву на немецкий радиозавод. С фальшивым паспортом на имя Ирены Ковальской она была депортирована на принудительные работы в Рейнскую область и смогла выжить неузнанной.
Сам же Визенталь в общей сложности пробыл в двенадцати трудовых и концентрационных лагерях, включая львовское гетто, концлагеря Гросс-Розен, Бухенвальд и Плашов. По словам Визенталя, он оказался в числе 54 интеллигентов-евреев, которых собирались расстрелять в честь 54-го дня рождения Гитлера 20 апреля 1943 года, однако этому воспрепятствовал инспектор Кольрауц, для которого Симон готовил архитектурные чертежи.
5 мая 1945 года Визенталь был среди заключенных, освобождённых дивизией 3-й армии США из концлагеря Маутхаузен в Верхней Австрии. На момент освобождения он весил 41 килограмм. Согласно общеизвестным данным и его собственным утверждениям, в общей сложности жертвами Холокоста стали 87 родственников Визенталя и его жены (мать Симона погибла в концлагере Белжец, Цили — убита местным полицаем на крыльце своего дома).

## Деятельность охотника на нацистов

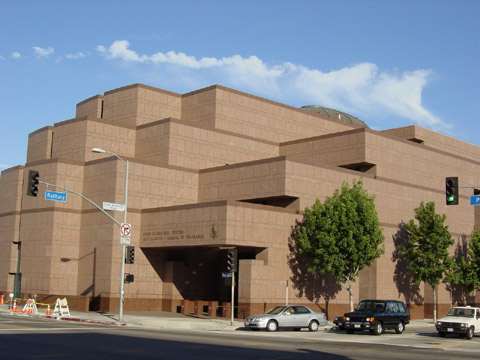
Центр Симона Визенталя в Лос-Анджелесе, США

После окончания Второй мировой войны Визенталь посвятил все свои силы поиску нацистских преступников, скрывающихся от правосудия. Он лично и созданная им организация (с 1947 года — Центр еврейской документации в Линце, позднее в Вене) принимали участие в розыске и поимке целого ряда крупных фигур нацистской карательной системы, в том числе Адольфа Эйхмана — начальника отдела IV B 4, отвечавшего за «окончательное решение еврейского вопроса» в гестапо.
С 1970-х годов Визенталь находился также в жёсткой конфронтации с политической элитой Австрии, постоянно напоминая ведущим политикам страны об их нацистском прошлом. Был убеждённым противником идеи коллективной ответственности немецкого народа, утверждая, что в таком случае нацистские преступники могут «раствориться» в народе.
В 1977 году был основан Центр Симона Визенталя со штаб-квартирой в Лос-Анджелесе — независимая организация, работа которой направлена на сохранение памяти жертв Холокоста и борьбу с антисемитизмом.
Деятельность Визенталя была отмечена высокими правительственными наградами США, Великобритании, Франции, Нидерландов, Австрии и других стран.

## Симон Визенталь и Моссад
Есть гипотеза о том, что Симон Визенталь мог быть сотрудником израильской разведки Моссад. Об этом говорится в его биографии, написанной Томом Сегевом.
Как утверждает Сегев, Визенталь начал сотрудничать с израильской разведкой в 1948 году. Тогда, согласно официальным документам, находясь в Австрии, Визенталь помогал агентам спецслужб в окончившейся удачно операции по поимке Адольфа Эйхмана — бывшего высокопоставленного руководителя гестапо, ответственного за уничтожение миллионов евреев.
Об этом факте свидетельствуют также и отчёты участников операции. По данным биографа, агентом Моссада Визенталь стал после того, как в 1960 году с его помощью Адольф Эйхман был пойман. Эйхмана, найденного в Буэнос-Айресе, Моссад тайно вывез в Израиль, где его судили и казнили.
«Симон Визенталь работал на израильскую разведку около 10 лет. Моссад выплачивал ему ежемесячно около 300 долларов и финансировал созданный им в 1947 году центр еврейской документации, занимавшийся розыском нацистских преступников», — говорится в биографии.
Хотя имя Визенталя находится в опубликованном в Израиле списке участников поимки Эйхмана, его роль в этом деле остаётся неясной и его участие отрицается рядом источников, включая директора Моссад и руководителя операции по захвату Эйхмана Иссера Хареля.

## Критика
В 2009 году вышла в свет книга «Охота на Зло» (англ. Hunting Evil) английского журналиста Гая Уолтерса, в которой он утверждает, что рассказы Визенталя

…Являются ложными, факты во всех его трёх мемуарах противоречат друг другу и не соответствуют документированным свидетельствам, что ставит под сомнение всё, что он написал.
Британский журналист Даниел Финкельштайн в публикации на интернет-портале «The Jewish Chronicle» сообщил, что Винерская библиотека (учреждение, занимающееся исследованием Холокоста) поддерживает выводы, сделанные Уолтерсом. Директор библиотеки Бен Барков заявил, что:

…Признавая, что Визенталь был шоуменом и хвастуном, и даже просто лжецом, мы также можем признавать и его заслуги.
Оригинальный текст (англ.)...Accepting that Wiesenthal was a showman and a braggart and, yes, even a liar, can live alongside acknowledging the contribution he made.

До сих пор не утихают споры об истинных мотивах Симона Визенталя.

## Награды
- Командор ордена Белого льва (Чехия, 1999)
- Рыцарь-Командор ордена Британской империи
- Почётный знак За заслуги перед Австрийской Республикой, 6-й класс (2005)